# Sven Hammarstedt
Sven Hammarstedt, född 12 juli 1929 i Växjö, är en svensk konstnär. I Växjö finns Hammarstedts offentliga verk Aladdins lampa, Vallhagen och Gemenskap.